# Miroslav Šimorda
Miroslav Šimorda (29. března 1923 Brno – 25. února 2018, Brno) byl český malíř, grafik a designér.

## Život
V letech 1937–1939 studoval na Škole uměleckých řemesel v Brně, další čtyři roky na Škole umění ve Zlíně. V letech 1943–1945 pracoval v keramických dílnách této školy. Po skončení druhé světové války studoval na Akademii výtvarných umění v Praze. V roce 1950 se stal členem Svazu československých výtvarných umělců, pracoval na volné noze. Od padesátých let spolupracoval s brněnskými veletrhy, kde se věnoval zejména užité grafice. V roce 1969 patřil ke spoluzakladatelům Sdružení Q v Brně, po roce 1989 pak stál o stál u obnovení činnosti výtvarné sekce tohoto sdružení.

### Ocenění
- 2002 Cena města Brna za celoživotní malířskou tvorbu